# 최성환 (배우)
최성환은 대한민국의 배우이다.

## 영화
- (2014년) 《하이힐》 - 허불 사내들 역
- (2015년) 《악의 연대기》 - 약딜러 패거리 역
- (2015년) 《권법형사: 차이나타운》 - 모텔 중국사내 역
- (2015년) 《그놈이다》 - 박수무당 1 역
- (2016년) 《불한당: 나쁜 놈들의 세상》 - 꼬마 건달 역
- (2017년) 《강철비》 - 북한 1호 역
- (2017년) 《염력》 - 민사장 검은양복들 역
- (2018년) 천만영화《신과함께: 인과 연》 - 용역무리들 역
- (2018년) 《성난황소》 - 도박장 양아치 역
- (2019년) 《뺑반》 - 재철 덩치가드 7 역
- (2019년) 《비스트》 - 벤츠 덩치남 역
- (2019년) 《퍼펙트맨》 - 수영장 문신덩치 2 역[1]
- (2020년) 《사냥의 시간》 - 도박장 조직원 7 역

## 드라마
- (2013년) (MBC) 수목드라마 《남자가 사랑할 때》 - 전 한태상 부하 4 역 (1회)
- (2013년) (MBC) 수목드라마 《투윅스》
- (2013년) (KBS) 월화드라마 《굿 닥터》
- (2013년) (MBC) 주말드라마 《황금무지개》 - 김만원의 수하 역 (28회)
- (2013년) (MBC) 수목드라마 《미스코리아》
- (2014년) (SBS) 수목드라마 《쓰리 데이즈》
- (2014년) (MBC) 월화드라마 《트라이앵글》 - 민소정 부하 역 (9회)
- (2014년) (SBS) 수목드라마 《너희들은 포위됐다》 - 조폭 역 (20회)
- (2014년) (SBS) 일일연속극 《소원을 말해봐》 - 지상근의 수하 역 (118회)
- (2014년) (SBS) 주말드라마 《내 마음 반짝반짝》 - 천운탁의 수하 역
- (2015년) (SBS) 2부작 특집드라마 《인생 추적자 이재구》
- (2015년) (MBC) 수목드라마 《앵그리맘》 - 한공주의 수하 역
- (2015년) (OCN) 토요드라마 《실종느와르 M》 ... 조폭 역
- (2015년) (JTBC) 금토드라마 《라스트》 - 조직폭력배 역
- (2016년) (SBS) 수목드라마 《리멤버 - 아들의 전쟁》 - 조직폭력배 역
- (2016년) (MBC) 월화드라마 《몬스터》
- (2020년) (SBS) 월화드라마 《낭만닥터 김사부 2》 - 조직폭력배 역

1. ↑  이 영화 작품에서는 최성으로 수정됐다.